# Carbonemys
Carbonemys es un género extinto de tortuga pelomedusoide de la familia Podocnemididae que vivió a finales del Paleoceno en la formación Cerrejón del norte de Colombia, hace entre 58 y 55 millones de años. Contiene una única especie, Carbonemys cofrinii.
El nombre del género se deriva del latín carbo, carbón, y el término griego emys, tortuga de agua dulce, en referencia a su procedencia de las minas de carbón a cielo abierto de Cerrejón; el nombre de la especie tipo, C. cofrinii, es en honor de David Cofrin, por su apoyo paleontológico y curatorial al equipo que realizó el descubrimiento.
C. cofrinii se basa en el espécimen holotipo UF/IGM 41, un cráneo casi completo aplastado, de aproximadamente 20 centímetros de longitud, dotado de robustos maxilares. En 2005, un espécimen fósil de 60 millones de años de antigüedad fue descubierto en una mina de carbón en el departamento de Guajira, con un caparazón que mide cerca de 1.72 metros, convirtiéndolo en una de las mayores tortugas descubiertas hasta el momento. Dicho ejemplar, UF/IGM 71, es un caparazón aplastado y articulado, similar en aspecto al de la tortuga gigante Stupendemys del Mioceno de Venezuela, que fue hallado en el mismo horizonte geológico en el cual se halló el cráneo, pero no en asociación directa; los autores rehusaron referirlo directamente a Carbonemys, pero es muy posible que pertenezca a dicho taxón y ciertamente corresponde al tamaño de caparazón predicho para Carbonemys. Se hallaron también restos de otros caparazones de tortugas podocnemídidas más pequeñas, que probablemente representan un nuevo taxón emparentado con Carbonemys y quedan pendientes de asignación precisa.
El análisis filogenético llevado a cabo por Cadena y colaboradores (2012) indica que Carbonemys es un pariente cercano de las actuales tortugas de agua dulce Erymnochelys madagascariensis y Peltocephalus dumerilianus, con los que forma una subfamilia llamada Erymnochelyinae junto a varios otros taxones extintos como Dacquemys paleomorpha, Shweboemys antiqua, Stereogenys cromeri y Bairdemys. La presencia de este clado de podocnemídidos indica que ya este grupo de tortugas se había expandido a principios del Cenozoico en los neotrópicos, habiéndose originado probablemente a finales del período Cretácico, para luego sufrir una reducción a partir del Mioceno, quedando limitadas al norte de Suramérica, el África subsahariana y Madagascar.
Carbonemys habitó a finales del Paleoceno cuando el actual área de La Guajira era una zona tropical con grandes ríos, en los cuales han sido descubiertos otros grandes reptiles, como la tortuga Cerrejonemys, crocodilomorfos dirosáuridos como Acherontisuchus y la mayor serpiente conocida, Titanoboa.